# Рахімгалієв Абзал Бауиржанович
Абза́л Бауиржа́нович Рахімгалі́єв (каз. Абзал Бауыржанұлы Рақымғалиев; *25 травня 1992, Алмати, Казахстан) — казахстанський фігурист, що виступає у чоловічому одиночному фігурному катанні. Чемпіон першості з фігурного катання Казахстану 2007 року, учасник Чемпіонатів Чотирьох Континентів (2008—10 роки, до чільної десятки не потрапляв) і Чемпіонату світу з фігурного катання 2008 року (відібрався для виконання довільної програми, але посів у фіналі останню 24-ту позицію).
Завдяки вдалому виступу на Чемпіонаті світу з фігурного катання 2009 року іншого казахстанського одиночника — Дениса Тена, який завоював для країни дві путівки на олімпійський турнір фігуристів-одиночників на XXI Зимовій Олімпіаді (Ванкувер, Канада, 2010), увійшов до Олімпійської збірної Казахстану. На Олімпіаді показав 26-й результат (із 30-ти учасників). 

## Спортивні досягнення
| Сезони/Змагання                                     | 2004/2005 | 2005/2006 | 2006/2007 | 2007/2008 | 2008/2009 | 2009/2010 |
| --------------------------------------------------- | --------- | --------- | --------- | --------- | --------- | --------- |
| Зимові Олімпійські ігри                             |           |           |           |           |           | 26        |
| Чемпіонати світу з фігурного катання                |           |           |           | 24        |           |           |
| Чемпіонати Чотирьох Континентів з фігурного катання |           |           |           | 13        | 14        | 13        |
| Чемпіонати Казахстану з фігурного катання           | 5         | 2         | 1         |           |           |           |
| Турніри: «Золотий ковзан Загреба»                   |           |           |           | 10        |           | 10        |
| Турніри: «Triglav Trophy»                           |           |           | 2J.       |           | 3         |           |
| Етапи юніорського Гран-Прі, Туреччина               |           |           |           |           |           | 14        |
| Етапи юніорського Гран-Прі, Білорусь                |           |           |           |           |           | 15        |
| Етапи юніорського Гран-Прі, Іспанія                 |           |           |           |           | 12        |           |
| Етапи юніорського Гран-Прі, Італія                  |           |           |           |           | 7         |           |
| Етапи юніорського Гран-Прі, Болгарія                |           |           |           | 9         |           |           |
| Етапи юніорського Гран-Прі, Австрія                 |           |           |           | 15        |           |           |
| Етапи юніорського Гран-Прі, Норвегія                |           |           | 12        |           |           |           |
| Етапи юніорського Гран-Прі, Угорщина                |           |           | 13        |           |           |           |
| Турніри: «Golden Lynx»                              |           |           |           | 1J.       |           |           |
| Турніри: «Gardena Spring Trophy»                    |           |           | 7J.       |           |           |           |
| Турніри: «Warsaw Cup»                               |           | 1N.       |           |           |           |           |

- N = рівень новачків; J = юніорський рівень

## Виноски
1. ↑  Alaman.kz. Олар Ванкуверде ел намысын қорғайды (казах.). Архів оригіналу за 17 квітня 2012. Процитовано 12 лютого 2010.